# The Kissaway Trail - Friendly Fire
|  | Denne artikel er oprettet af botten Steenthbot ud fra en ekstern database. Den kan derfor have sproglige fejl eller mangler. Denne skabelon kan fjernes efter kontrol af indholdet. |

The Kissaway Trail - Friendly Fire er en dansk dokumentarfilm fra 2013 instrueret af Frank William Jensen.

## Handling
Det fynske rockband The Kissaway Trail drager i foråret 2010 på turné i USA og Canada. Deres 2. plade Sleep Mountain er lige blevet udgivet. Hjemme i Danmark truer mørke askeskyer den skandinaviske flytrafik. Alting står på spil – alting har sin pris.